# Kaspar Schmuz
Johann Kaspar Schmuz oder in der Schreibvariante Schmutz (getauft am 5. Februar 1624 in Zürich; † 26. September 1686 in Regensberg) war ein Schweizer Erfinder und evangelisch-reformierter Geistlicher.

## Leben

### Herkunft, Ausbildung und Privatleben
Johann Kaspar Schmuz kam 1624 als Sohn des Schuhmachers Hans Schmuz (1589–1637) und von dessen Ehefrau Elisabeth Boller († 1654) in Zürich zur Welt. Am Collegium Carolinum seiner Heimatstadt absolvierte er ein Theologiestudium. Schmuz war ab 1651 in erster Ehe mit Dorothea Wegmann (1628–1675) verheiratet und hatte mit ihr fünf Söhne und fünf Töchter, die alle das Erwachsenenalter erreichten. Nach dem Tod seiner Frau ehelichte er die Witwe Esther Holzhalb und starb selbst 1886 im Alter von 62 Jahren.

### Kirchliches Wirken
Schmuz wurde 1644 ordiniert und war ab 1650 Vikar und Stellvertreter seines Onkels Heinrich Boller (1578–1656), der als Pfarrer in Regensberg amtierte, einem kleinen Dorf nordwestlich von Zürich. Im April 1658 beschlossen die Züricher Landeskirchenleiter, die Kirchengemeinde Regensberg aus ihrem Filialverhältnis zum benachbarten Dielsdorf zu lösen, und wählten Schmuz zum Pfarrer der nun eigenständigen Regensberger Gemeinde. Aus seinem Wirken in dieser Funktion ist unter anderem bekannt, dass er im Juli 1660 den beliebten Zürcher Theologen Michael Zingg (1599–1676) denunzierte, der den orthodoxen Prädestinationsglauben ablehnte und offen über die gratia universalis diskutiert hatte. Schmuz hatte seine Pfarrstelle bis zum Lebensende inne.

### Arbeit mit optischer Technik
Seit seiner Jugend interessierte sich Schmuz in grossem Masse für Mathematik, und der Umstand, dass die Gemeinde in Regensberg nicht allzu gross war, ermöglichte ihm, sich «neben fleißiger Verrichtung seines Kirchendienstes» auch natur- und ingenieurwissenschaftlichen Studien zu widmen. Er betätigte sich als Feldvermesser und Optiker und wurde insbesondere dadurch bekannt, dass er als einer der ersten Schweizer Fernrohre konstruierte. Auf diesem Gebiet bewies er eine derart gros Fertigkeit, dass – wie die Zürcher Geschlechterbücher vermerkten – «seines gleichen weit und breit keiner gewesen» sei und seine Rohre «in fehrne Land verkaufft worden».
Im Jahr 1663 schenkte er dem Zürcher Stadtrat ein zwölffüssiges Teleskop von fast vier Metern Länge, an dem er mehrere Jahre gearbeitet hatte. Es wurde äusserst positiv belobigt, und man entlohnte den Erfinder mit 100 Reichstalern. Das Instrument wurde in der Bürger-Bücherei gelagert. Da die dortige Kunstkammer später aufgehoben und ihr Inhalt verstreut wurde, ist der Verbleib dieses Fernrohrs unbekannt. Schmuz beobachtete auch den Grossen Kometen von 1680 und erwähnte ihn fünf Tage nach dessen Periheldurchgang im Dezember in einem Brief.